# Hellgate: London
Hellgate: London (укр. Геллґе́йт Лондон) — відеогра 2007 року жанру action/rpg, розроблена Flagship.
Події гри відбуваються в Лондоні 2038 року після того як відбулася битва людства з навалою демонів, в результаті якої люди програли і змушені ховатися під землею.

## Сюжет
Події Hellgate: London розгортаються через п'ять років після закінчення великої війни між людством і ордами демонів. Люди програли і тепер столиця Великої Британії лежить в руїнах. Населення міста сховалося в мережі метро, водопровідної системи, каналізації, бомбосховищ, що залишилися з часів Другої Світової війни. Гравцеві слід боротися з демонічними створіннями, що заполонили місто, граючи за представника однієї (на вибір) з трьох фракцій: Тамплієрів, Кабалістів чи Мисливців.

## Ігровий процес
Hellgate: London нагадує шутер від першої особи (або третьої, за вибором), проте відбувається за законами класичних RPG, як розраховування шансу попадання в супротивника і ушкодження, виходячи із характеристик персонажів і параметрів зброї. Загибель персонажа не означає кінець гри. За певну плату його можна воскресити на місці смерті, або пройшовши до цього місця від початку рівня як привид.
Різні ігрові фракції представляють різні класи. Тамплієри — це фракція бійців ближнього бою, орден, який бажає зберегти людство і знищити Велику Темряву, яка заполонила на світ. Їхні класи: Страж і Воїтель.
Кабалісти — фракція магів, вони шукають знання, за допомогою яких планують контролювати долю людства, вивчаючи Велику Темряву. Їх класи: Прикликач і Заклинатель. Мисливці — колишні військові оперативники, які пройшли через майже кожен войовничий сценарій який можна собі уявити. Класи: Стрілець і Технік.
Вбиваючи монстрів, персонаж гравця отримує досвід. Досягнувши рівня, він може витратити декілька балів в «прокачування» умінь. Існують три основні напрями: Vengeance (атакуючі заклинання і здібності), Auras (постійно працюючі заклинання) і «комбо», що вступаючть у дію після того, як герой завдає ворогові критичного удару.
Hellgate: London активно використовує функцію RND для створення рівнів, що збільшує реграбельність гри. Лінійний сюжет урізноманітнюють побічні квести, що генеруються «на льоту» (подібно до Sacred). Час від часу на шляху зустрічаються дружні NPC, готові допомогти в боротьбі з демонами.
Всі предмети наділені унікальними атрибутами і відрізняються один від одного за параметрами. Є система модифікації зброї. Її можна вдосконалювати новими деталями за допомогою Наногорнила.
Гра має мультиплеєр, але її сервери були закриті 2009 року.